# چهارطاقی گنبد
بقایای چهارطاقی گنبد مربوط به دوره ساسانیان است و در شهرستان استهبان، بخش رونیز، دهستان خیر، ۱۰ کیلومتری مانده به روستای خانه کت، سمت چپ جاده واقع شده و این اثر در تاریخ ۱۸ شهریور ۱۳۸۷ با شمارهٔ ثبت ۲۳۴۱۶ به‌عنوان یکی از آثار ملی ایران به ثبت رسیده‌است.